# HMS Sidon
El HMS Sidon fue un submarino de la Marina Real Británica, botado en septiembre de 1944, perteneciente al tercer grupo de la clase S construido por Cammell Laird & Co Limited, Birkenhead, llamado así por el bombardeo naval de Sidón en 1840. Una explosión provocada por un torpedo defectuoso lo hundió en el puerto de Portland con la pérdida de 13 vidas.

## Hundimiento
En la mañana del 16 de junio de 1955, el Sidon estaba amarrado junto al buque de depósito HMS Maidstone en el puerto de Portland. Se habían cargado a bordo dos torpedos Mark 12 de 21 pulgadas (533 mm) propulsados por peróxido de alta potencia, cuyo nombre en código era "Fancy", para realizar pruebas. A bordo había cincuenta y seis oficiales y tripulantes.
A las 08:25, una explosión en uno de los torpedos "Fancy" (pero no en la ojiva) hizo estallar el tubo de torpedos número tres en el que estaba cargado y rompió los dos mamparos estancos más delanteros. La explosión estuvo acompañada de fuego, gases tóxicos y humo. Doce hombres que se encontraban en los compartimentos delanteros murieron en el acto y otros siete resultaron gravemente heridos.
El submarino comenzó a asentarse por la proa con una escora a estribor, y su oficial al mando, el teniente comandante Verry, ordenó que el submarino fuera evacuado de la sala de máquinas y las escotillas de escape de popa. Gracias a un equipo de rescate del Maidstone, todos los que no murieron inmediatamente escaparon, excepto el oficial médico del Maidstone, el teniente cirujano temporal Charles Eric Rhodes. Había subido a bordo con el equipo de rescate, había ayudado a varios sobrevivientes y se asfixió porque estaba usando un equipo DSEA que no había sido entrenado para usar. Aproximadamente a las 08:50, el Sidon se hundió hasta el fondo del puerto. El 1 de noviembre de 1955, Rhodes recibió póstumamente la Medalla Albert por poner su vida en peligro para salvar a otros.
Una semana después, los restos del naufragio fueron rescatados y remolcados hasta una calzada en Chesil Beach. Los cuerpos de las 13 víctimas fueron retirados y enterrados con todos los honores en el Cementerio Naval Real de Portland, con vistas al puerto.
Un tribunal de investigación absolvió a todos los que iban a bordo del Sidon de la pérdida del submarino. Se determinó que la causa directa del accidente fue un mal funcionamiento del torpedo "Fancy". Un torpedo que se estaba preparando para el lanzamiento de prueba de la mañana había iniciado un "recorrido en caliente": su motor se había puesto en marcha mientras todavía estaba dentro del submarino y estaba acelerando demasiado, lo que creó presiones muy altas en su sistema de combustible. El torpedo "Fancy" utilizaba peróxido de alta concentración (HTP) como oxidante. Cuando estalló una línea de oxidante, el HTP se dispersó sobre los accesorios de cobre del interior del torpedo, descomponiéndose en oxígeno y vapor. La ojiva del torpedo no detonó, pero su casco estalló violentamente, rompiendo el tubo del torpedo y causando la inundación que destruyó el submarino. El programa de torpedos se dio por terminado y los torpedos se dejaron de utilizar en 1959.
El Sidon fue reflotado y luego hundido para actuar como barco objetivo de ASDIC el 14 de junio de 1957 a 50°32.780′N 02°38.400′O / 50.546333, -2.640000, frente a la costa de Chickerell en Dorset.
El 16 de junio de 2005, con motivo del 50º aniversario del accidente de Sidon, la sucursal de Dorset de la Asociación de Submarinos erigió una piedra conmemorativa en memoria de los fallecidos. Está situada junto al Cenotafio de Portland, frente al Hotel Portland Heights. A la ceremonia asistieron varios supervivientes y familiares de los fallecidos en el accidente.
El pecio del Sidón fue adquirido al Ministerio de Defensa por la empresa Deepquest Sub Sea en 2000. En 2002, la empresa anunció su intención de rescatar el pecio, algo que en 2021 aún no había sucedido.